# Mantidactylus kathrinae
Mantidactylus kathrinae és una espècie de granota de la família dels mantèl·lids endèmica de Madagascar.
Viu als rius, boscos tropicals i subtropicals humits, aiguamolls i embassaments.
Està en perill d'extinció per la pèrdua del seu hàbitat natural.